# Aosdána
Aosdána (del irlandés aos dána, "gente del arte") es una institución irlandesa que se ocupa de distinguir a los artistas destacados de dicha nacionalidad. Fue creada en 1981 a iniciativa de un grupo de escritores y contó con el apoyo del consejo Arts Council of Ireland. El número de miembros está limitado actualmente a 250; antes de 2005 lo estaba a 200. 

## Beneficios
Ciertos miembros de Aosdána reciben un estipendio, llamado el Cnuas, a cargo del mencionado Arts Council of Ireland. Este dinero se supone que permite a sus beneficiarios trabajar en su obra a tiempo completo. En 2006 la cantidad del Cnuas se cifraba en 12.180 €.
El título de Saoi (literalmente "sabio") es el mayor honor dispensado a los miembros de la asociación. Sólo pueden recibirlo siete miembros vivos a la vez. El premio nobel Samuel Beckett lo fue en su día.

## Creación
La fundación de Aosdána fue sugerida originalmente por el escritor Anthony Cronin, al Taoiseach (primer ministro) Charles Haughey, muy conocido por su apoyo a las artes. El periodista Fintan O'Toole arguyó en su día que el asunto en realidad sirvió para desviar la atención de las acciones políticas de Haughey. Se dice que algunos artistas sostienen que la corrupción que envolvió el mandato de Haughey y su partido, el Fianna Fáil, ha perjudicado mucho a la institución.

## Nuevos miembros
El proceso de admisión recae en los miembros antiguos, que son los que se encargan de proponer a los nuevos miembros. No se aceptan peticiones individuales. Así, muchos artistas opinan que la pertenencia a una institución financiada por el Estado puede comprometer sus carreras. Para un artículo del Irish Times (2001), se pidió a varios artistas no miembros sus comentarios al respecto. El poeta Thomas Kinsella afirmó que las exigencias de la sociedad no eran muy altas. Brendan Kennelly, por su parte, dijo: "Inconscientemente, yo me avendría a ingresar." El pintor Hughie O'Donoghue afirmó que él declinaría por cuestión de independencia. 
La poetisa Eavan Boland no quiere saber nada de una entidad que privilegia a unos sobre otros, aunque no le gustaría ver desaparecer Aosdána. El dramaturgo Hugh Leonard: "No soy miembro por elección propia, y si se me eligiera diría que no. No me agrada la idea de autores en masa... y hay mucha gente en Aosdána de la que nunca he oído hablar. Todo el asunto apesta a política. Aborrezco todo lo que sea exclusivismo o elitismo.".

## Comentarios
El periodista Bruce Arnold, crítico del periódico Irish Independent, sostuvo que la arcaica institución hacía un flaco servicio a la literatura, y que tampoco promocionaba a las demás artes.
El poeta Pearse Hutchinson, miembro de Aosdána, al contrario, describe la institución como "un milagro, un regalo del cielo" que le permitió seguir escribiendo cuando estuvo tentado de dejarlo. El compositor Roger Doyle es de parecida opinión.
En marzo de 2007, el gobierno escocés anunció una iniciativa sobre el modelo de Aosdána.

## Controversia sobre Francis Stuart
En 1996, el novelista Francis Stuart fue elegido Saoi of Aosdána, pero la escritora Máire Mhac an tSaoi se opuso a ello con fuerza, refiriéndose a su conducta durante la guerra, cuando Stuart hizo propaganda a favor de los nazis; le acusó, además, de antisemita. La intelectual finalmente abandonó Aosdána, renunciando a su apoyo financiero. El periodista Kevin Myers también atacó a Stuart como simpatizante nazi. Stuart lo demandó y el caso se zanjó en los tribunales.